# سیارک ۱۵۰۳۲
سیارک ۱۵۰۳۲ (به انگلیسی: 15032 Alexlevin، نامگذاری:1998VV28) پانزده هزار و سی و دومین سیارک کشف شده‌است که در ۱۰ نوامبر ۱۹۹۸ کشف شد.
قدر مطلق سیارک برابر ۱۹.۵ است.